# Kid Bailey
Kid Bailey (geb. vor 1929; gest. nach 1960) war ein US-amerikanischer Blues-Sänger, -Gitarrist und -Pianist. Von ihm sind nur zwei Stücke überliefert, Mississippi Bottom Blues und Rowdy Blues, beide 1929 im Peabody Hotel in Memphis für das Plattenlabel Brunswick aufgenommen.
Die Aufnahmen lassen Einflüsse von Charley Patton, Willie Brown und Tommy Johnson erkennen, mit denen er befreundet war und musiziert hat. Es wird vermutet, dass Willie Brown bei seinen Aufnahmen die zweite Gitarre spielte, dies ist jedoch nicht nachgewiesen. Bisweilen wird auch die Vermutung geäußert, dass Willie Brown den Namen Kid Bailey als Pseudonym benutzte; die Tatsache, dass sich zahlreiche Zeitzeugen aber zumindest vage an ihn erinnern können, lässt dies als haltlos erscheinen.
Über das Leben von Bailey ist wenig bekannt. Die frühesten Spuren orten ihn Anfang/Mitte der 1920er Jahre um Doddsville im Sunflower County, Mississippi, wo er bereits als Straßenmusiker auftrat. Mitte der 1920er Jahre spielte er in einer Stringband, die Charley Patton einige Male bei Auftritten begleitete, auch Anfang der 30er Jahre war er (als Solist) Duettpartner von Patton. Zwischen 1932 und 1945 oder 1950 soll er in der Gegend von Leland musiziert haben. Skip James will ihn 1950 bei einem Auftritt in Moorehead gesehen haben, wo er Mandoline spielte. 1958 soll er in Indianola als Straßenmusiker gewirkt haben, 1960 in Canton in einer Kneipe. Danach verliert sich seine Spur, vereinzelte Hinweise lassen auf einen natürlichen Tod zu dieser Zeit schließen.
Nach Copyright-Aufzeichnungen (State Street Music Publishing Co.) ist Kid Bailey auch Komponist des ebenfalls für das Label Brunswick aufgenommenen Long Train Blues von Robert Wilkins.
Rory Block hat beide Aufnahmen von Kid Bailey gecovert, Mississippi Bottom Blues auf ihrer CD „Tornado“ und Rowdy Blues auf „When a Woman Gets the Blues“. Auch Nick Katzman und „Ruby Green“ (Terry Garthwaite) haben beide Songs auf ihrer LP „Mississippi River Bottom Blues“ (Kicking Mule; später auch unter den Titeln „How to play Delta blues guitar“ und „Panic when the sun goes down“ veröffentlicht) interpretiert.